# West of Scotland Championships 2017
Die West of Scotland Championships 2017 im Badminton fanden vom 21. bis zum 22. Oktober 2017 in Glasgow statt.

## Sieger und Platzierte
| Disziplin    | Gold                               | Silber                        | Bronze                          |
| ------------ | ---------------------------------- | ----------------------------- | ------------------------------- |
| Herreneinzel | Ben Torrance                       | Jack MacGregor                | Jack Riddell                    |
| Herreneinzel | Ben Torrance                       | Jack MacGregor                | Danny Leinster                  |
| Dameneinzel  | Julie MacPherson                   | Holly Newall                  | Frances Heslop                  |
| Dameneinzel  | Julie MacPherson                   | Holly Newall                  | Brittany Ashton                 |
| Herrendoppel | Adam Hall Jack MacGregor           | Danny Leinster Steven Stewart | Joshua Apiliga Adam Pringle     |
| Herrendoppel | Adam Hall Jack MacGregor           | Danny Leinster Steven Stewart | Robert Dunn Callum Macmillan    |
| Damendoppel  | Julie MacPherson Eleanor O’Donnell | Kirsten Berry Holly Newall    | Rebekka Findlay Caitlin Pringle |
| Damendoppel  | Julie MacPherson Eleanor O’Donnell | Kirsten Berry Holly Newall    | Sarah Findlay Frances Heslop    |
| Mixed        | Adam Hall Julie MacPherson         | Adam Pringle Caitlin Pringle  | Steven Stewart Rebekka Findlay  |
| Mixed        | Adam Hall Julie MacPherson         | Adam Pringle Caitlin Pringle  | Ben Torrance Sarah Findlay      |